# Marcus von Clary und Aldringen

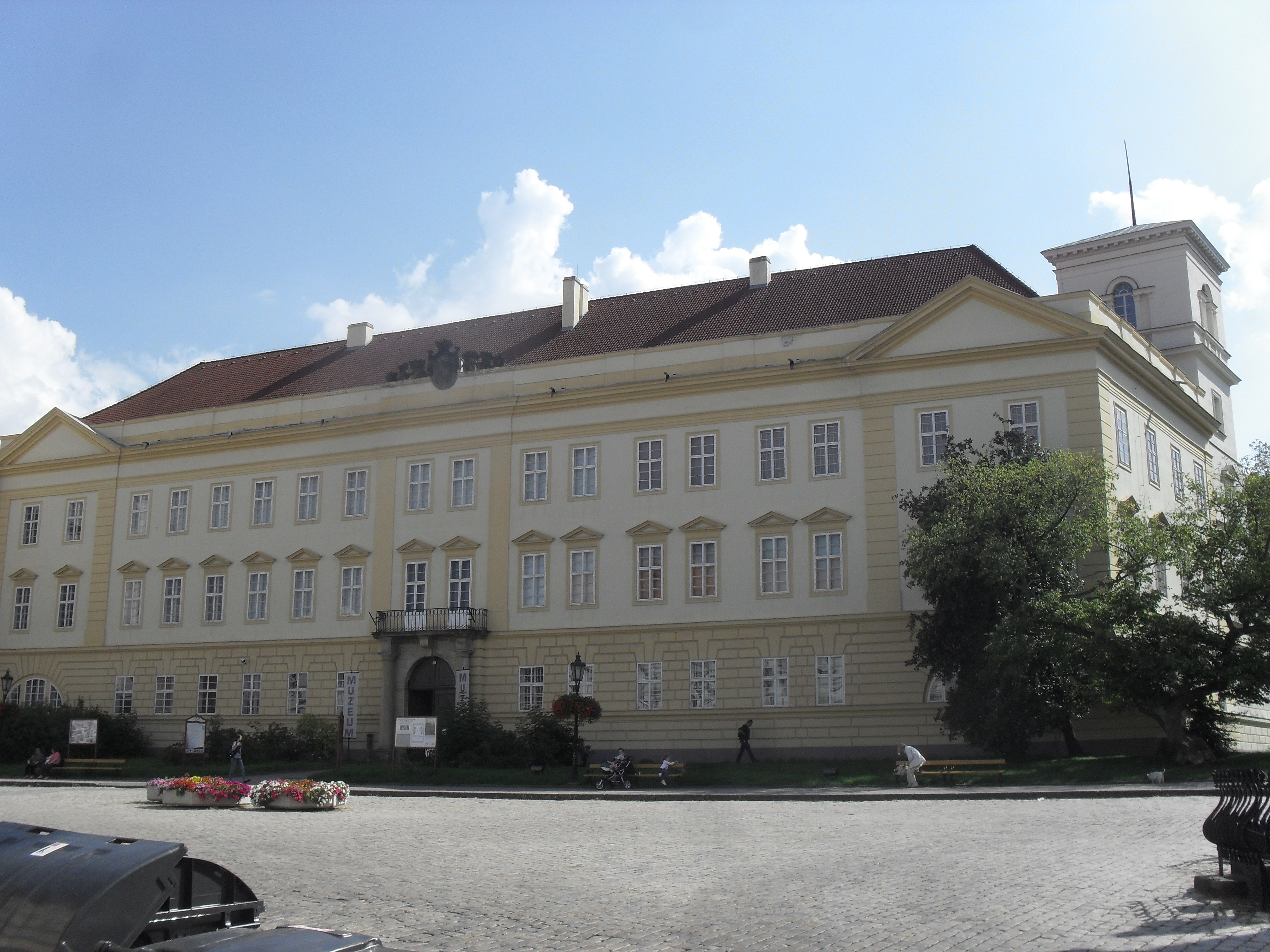
Kasteel Teplitz (van 1634 tot 1945 in bezit van de familie)

Johann Georg Marcus Erwein Maria Ägidius Augustinus vorst von Clary und Aldringen (Teplitz, 1 september 1919 − Bonita Springs (Florida, VSA), 1 maart 2007) was sinds 6 oktober 1978 (titulair) 8e vorst (Duits: Fürst) en hoofd van het huis Von Clary und Aldringen; hij droeg sindsdien het predicaat Zijne Doorluchtigheid.

## Biografie
Clary was een zoon van dr. jur. Alfons von Clary und Aldringen, 7e vorst von Clary und Aldringen, heer van Teplitz, enz. (1887-1978) en diens echtgenote Lidwine gravin en edele dochter von und zu Eltz genannt Faust von Stromberg (1894-1984). Hij werd geboren op het stamslot van deze tak van het geslacht dat na de Tweede Wereldoorlog van zijn vader werd onteigend en die het land werd uitgewezen. Hij trouwde in 1942 met Paula Gräfin Schaffgotsch genannt Semperfrei von und zu Kynast und Greiffenstein, Freiin zu Trachenberg (1920-2006), met wie hij drie kinderen kreeg. Hij trouwde een tweede maal in 1964 met Gisela von Witzleben (1922-2001), uit welk huwelijk geen kinderen werden geboren.
Clary was opperluitenant, werkte later bij Daimler-Benz en was laatst verkoopdirecteur in de Verenigde Staten.
Clary werd als vorst en chef de famille opgevolgd door zijn oudste zoon Hieronymus von Clary und Aldringen (1944).